# Ushba
Il Monte Ushba (In georgiano: უშბა) è una delle più importanti vette delle montagne del Caucaso. 

## Descrizione
Si trova nella regione di Svaneti della Georgia, appena a sud del confine con la regione di Cabardino-Balcaria della Russia. Anche se non è tra le prime 10 vette più alte della catena , l'Ushba è noto come il "Cervino del Caucaso" per la sua pittoresca guglia a forma di doppia cima. Grazie al suo profilo ripido e l'instabilità meteorologica, l'Ushba è considerato da molti arrampicatori come la salita più difficile del Caucaso.
La cima sud dell'Ushba è leggermente più elevata rispetto alla cima nord, che ha un'altezza di 4.690 metri (15.387 piedi). La cima nord è stata la prima a essere scalata nel 1888 da John Garford Cokklin e Ulrich Almer, mentre la cima sud ha visto la sua prima salita nel 1903 da una spedizione svizzero-tedesco-austriaco guidata da B. Rickmer-Rickmers.
La cima nord dell'Ushba è più accessibile rispetto alla cima sud: il percorso standard, il Nord-est Ridge, sale dalla parte russa della catena da un altopiano e da lì alla vetta. (Per questo motivo la scalata dell'Ushba su questa rotta tecnicamente comporta l'attraversamento della frontiera). Il percorso è di grado francese AD+ o russo 4a. Gli itinerari alla vetta sud, da parte della Georgia, comprende due rotte di grado francese ED.

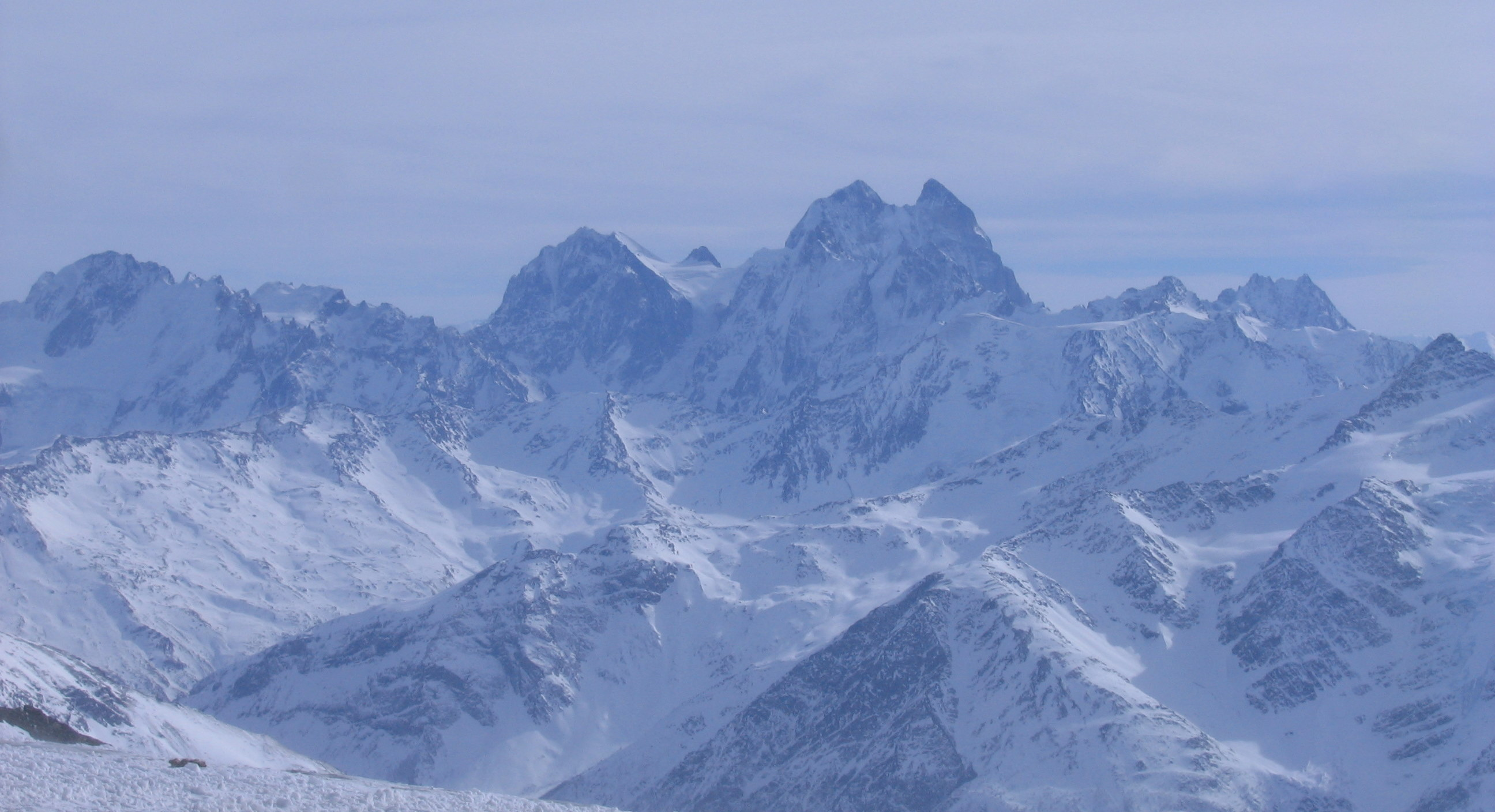
Il monte Ushba visto dal Monte Elbrus in inverno.